# Марк Юніан Юстин
Марк Юніан Юстин Фронтін (лат. Marcus Junianus Justinus Frontinus) — римський історик часів правління імператора Геліогабала, першої половини III ст.

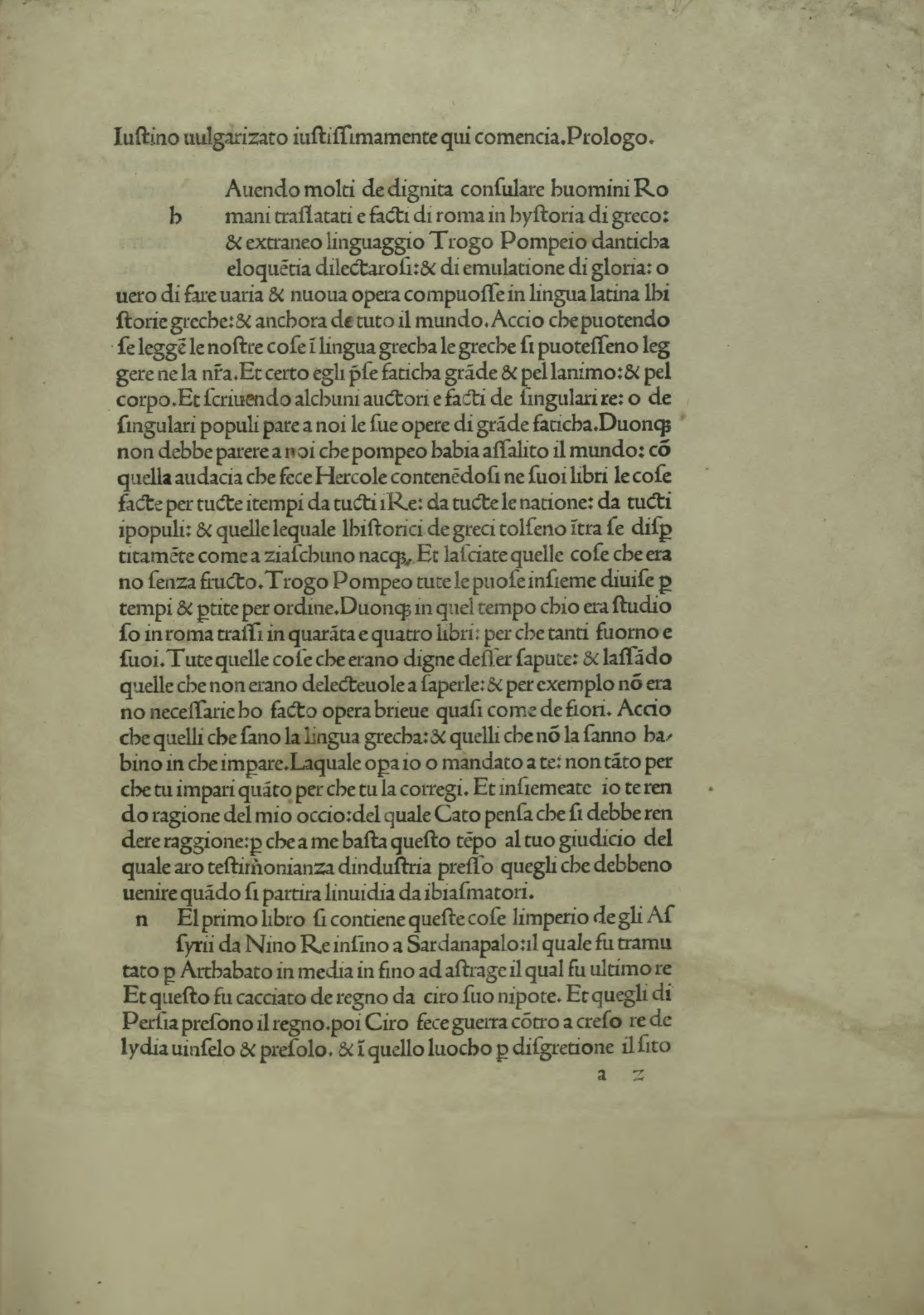
Epitome historiarum Trogi Pompeii у викладі Юстина

Автор широкого включення в історичній праці в 44 книгах під заголовком «Historiae Philippicae» Помпея Трога, який жив за Августа. На початку трактату міститься згадка імені імператора Марка Антоніна (Геліогабала), тому дослідники роблять висновок про життя Юстина за часів цього імператора (III століття), але певні сумніви залишаються, оскільки ім'я імператора міг дописати в манускрипті невідомий редактор. У будь-якому разі Юстин повинен був жити в часи до V століття.

## «Historiae Philippicae»
«Historiae Philippicae» подає всесвітню історію, проте головним чином історію Македонської держави, без ретельної хронологічній послідовності окремих подій. Нею чимало користувався християнський історик і теолог Павло Орозій, цінувалася вона і в Середньовіччя.
Виклад Юстина відрізняється простотою і стислістю, містить у собі багато цікавого і досі має значення, хоча не завжди витримує сувору критику. Юстин зосереджується на описі цікавих і повчальних фактів, часто недостовірних, виявляють неточності при зіставленні його історії з працями інших античних авторів. Однак джерела Юстина, або точніше Трога Помпея, доносять унікальну інформацію, яку неможливо знайти в інших авторів. Юстин повторив версію Помпея Трога про більшу давнину скіфів щодо єгиптян, навів імена ранніх царів скіфів і вказав на пов'язані з ними події.